# Принц, Фредди
Фредди Джеймс Принц (урожд. Фредерик Карл Пруцель, 22 июня 1954, Нью-Йорк — 29 января 1977, Лос-Анджелес) — американский стендап-комик и актер. Принц был звездой ситкома канала NBC под названием «Chico and the Man» с 1974 вплоть до смерти от суицида в 1977 году. Является отцом американского актера Фредди Принца-младшего.

## Юность
Родился в Нью-Йорке в семье Эдварда Карла Пруцеля и Марии Граниелы Пруцель (урожд. Рамирез). Его мать была пуэрториканкой, а отец — немецким иммигрантом, прибывшим в США в 1934 году. Принц вырос в районе Вашингтон-Хайтс. В детстве мать записала его в балетный кружок. Не сказав родителям, Принц успешно прошел прослушивание в школу искусств Ла Гуардиа, где он обнаружил свой комедийный талант, развлекая толпы в мужском туалете. Затем он бросил школу, чтобы стать стендап-комиком.

## Карьера
Фредди Принц работал в нескольких комедийных клубах Нью-Йорка, где он представлялся зрителям как венгрориканец (частично венгр, частично пуэрториканец). Хотя его мать была пуэрториканкой, а отец — немцем. Сын Принца, Фредди Принц-мл., неоднократно заявлял, что его отец был наполовину немцем, наполовину пуэрториканцем. Это также подтверждается данными переписи населения, а также семейными счетами семьи Прутцель. Ради своей многообещающей комедийной карьеры он сменил фамилию с Пруцель на Принц. Он выбрал это имя, потому что, по словам его друга Дэвида Бреннера, Принц изначально хотел быть известным как король комедии, но поскольку Алан Кинг уже имел такую фамилию и прозвище, Фредди решил стать принцем комедии.
В 1973 году Принц впервые появился на телевидении в одном из последних эпизодов фильма Tonite. В декабре 1973 года произошел его прорыв с появлением на телевидении в «The Tonight Show Starring Johnny Carson». Принц был первым молодым комиком, которого пригласили поговорить с Карсоном во время его первого выступления. Принц появлялся в этом шоу еще несколько раз. Он также появился в специальном выпуске «The Midnight Special», чтобы выступить там.
С сентября 1974 года до своей смерти в январе 1977 года Принц снимался в роли Франсиско Чико Родригеса в телесериале канала NBC «Chico and the Man». Шоу мгновенно стало хитом. Принц так же выступал в шоу The Dean Martin Celebrity Roast. В 1975 году он выпустил комедийный альбом, который был записан у мистера Келли в Чикаго под названием Looking Good — его крылатая фраза. В 1976 году он снялся в телевизионном фильме The Million Dollar Rip-Off. Принц обладал вокальным талантом. Примерно за четыре месяца до своей смерти он подписал пятилетний контракт с NBC на сумму 6 миллионов долларов.

## Личная жизнь
13 октября 1975 года Фредди Принц женился на Кэтрин Элейн Кохран, 8 марта 1976 года у пары родился сын, Фредди Принц-младший. 16 ноября 1976 года Принц был арестован за вождение в нетрезвом виде. Через несколько недель его жена подала на развод. Принц был так же в романтических отношениях с актрисой Пэм Гриер после того, как они встретились в 1973 году. Гриер вспоминает об их отношениях в девятнадцатой главе своих автобиографических мемуаров «Моя жизнь в трех действиях». После разрыва с Гриер Принц некоторое время встречался с актрисой Лонетт Макки в 1976 году. Он являлся очень близким другом певца, Тони Орландо. Начав зарабатывать больше денег, Принц стал брать уроки боевых искусств у Роберта Уолла, ученика Брюса Ли, который снимался в фильмах «Выход дракона» и «Путь дракона». Уолл стал крестным отцом новорожденного сына Принца.

## Смерть
Принц страдал от депрессии, которая усилилась в течение нескольких недель после того, как его жена подала на развод. В ночь на 28 января 1977 года, после телефонного разговора со своей бывшей женой, Принца посетил его бизнес-менеджер, Марвин Снайдер. В присутствии Снайдера Принц приставил пистолет к своей голове и застрелился. Его срочно доставили в медицинский центр Калифорнийского университета в Лос-Анджелесе и подключили к системе жизнеобеспечения после экстренной операции. Его семья дала согласие на отключение его от жизнеобеспечения, 29 января в 13:00 он умер. Он сделал прощальные телефонные звонки многочисленным членам семьи и друзьям в ночь своей смерти, а также оставил записку, в которой сообщал, что решил покончить с собой. В 1977 году его смерть была признана самоубийством. Однако в 1983 году по гражданскому делу, возбужденному его матерью, присяжные пришли к выводу, что его смерть была вызвана лекарствами и была случайной, это позволило его семье получить значительную компенсацию по страхованию жизни .
Принц был похоронен в Мемориальном парке Форест-Лоун на Голливудских холмах Лос-Анджелеса, рядом со своим отцом Эдвардом Карлом Пруцелем. Его сын, Фредди Принц-младший, которому было меньше года, когда умер его отец, никогда не рассказывал о его смерти до выхода документального фильма Misery Loves Comedy, режиссером которого стал Кевин Поллак.

## Наследие
Мать Фредди Принца написала книгу о своем сыне The Freddie Prinze Story, которая вышла в 1978 году. В сентябре 1979 года вышел телевизионный биографический фильм Can You Hear the Laughter? The Story of Freddie Prinze. 14 декабря 2004 года Принц получил звезду на Голливудской Аллее Славы. Актер и комик, Джордж Лопес признался, что это он купил звезду для Принца.